# Joseph Nechvatal

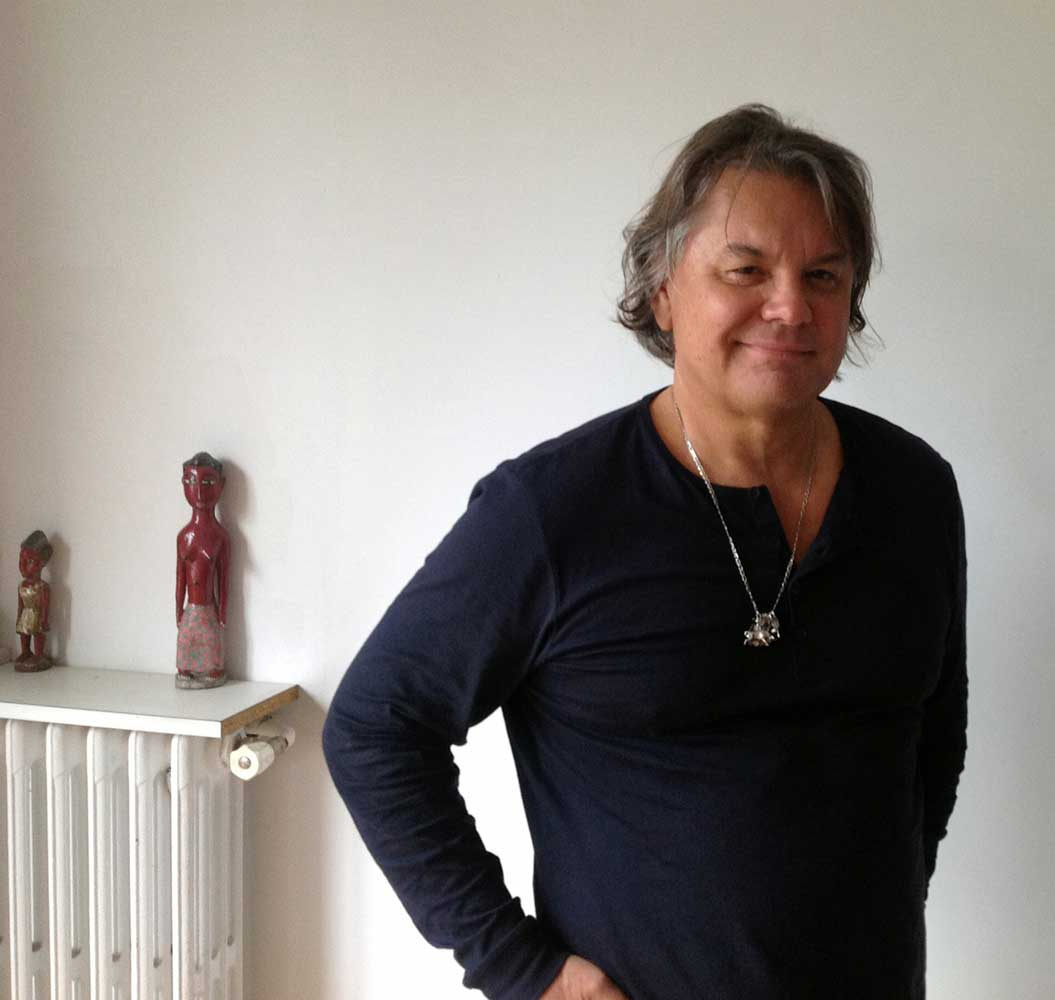
Joseph Nechvatal in 2015.

Joseph Nechvatal (Chicago, 15 januari 1951) is een Amerikaanse postconceptuele digitale kunstenaar en kunsttheoreticus die met behulp van de computer schilderijen en computeranimaties maakt, vaak met behulp van op maat gemaakte computervirussen. Zijn thema's   zijn onder meer de communicatieve excessen, virussen en genderfluïditeit.

## Opleiding
Hij studeerde beeldende kunst en filosofie aan de Southern Illinois University Carbondale, Cornell University en Columbia University. Hij behaalde een doctoraat in de wijsbegeerte Esthetica en Technologie aan het Planetary Collegium van de Universiteit van Wales, Newport.
Hij doceerde kunsttheorie en kunstgeschiedenis aan de School of Visual Arts.

## CoLab
Hij was vanaf 1979 verbonden aan het experimentele kunstenaarscollectief CoLab (Collaborative Projects), de feitelijke basis van de East Village-kunstscene. Hij organiseerde het performance festival "Public Arts International/Free Speech" en was in 1980 betrokken bij de oprichting van de non-profitgroep ABC No Rio, een collectief centrum voor kunst en activisme opgericht door kunstenaars die zich op een oppositionele wijze inzetten voor politiek en sociaal engagement.

## Van postminimalisme naar excessieve kunst
Begin de jaren tachtig bestond zijn werk vooral uit postminimalistische grijze grafiettekeningen, vaak op fotomechanische wijze uitvergroot. Hij nam al vlug afstand van het postminimalisme om naar overdaad over te gaan, onder invloed van Georges Bataille's "Vision on Exces".

## Avant-garde muziek
Hij raakte in de ban van de mogelijkheden van kunst gebaseerd op reproductie, geïnspireerd door het essay "The Dematerialization of Art" uit 1968 van John Chandler en Lucy R. Lippard, waarin gesteld werd dat het conceptualisme tot een politieke transformatie in de politiek kon leiden. In 1983 was hij medeoprichter van het avant-garde elektronische muziekproject Tellus Audio Cassette Magazine, maakte experimentele cassettecompilaties en installatieprojecten en nam deel aan de avant-garde live-evenementen Lower Manhattan.

## Opera
In 1984 begon Nechvatal te werken aan een opera genaamd "XS: The Opera Opus" in samenwerking met de no-wave componist Rhys Chatham. De video van deze performance was in 2023 te zien in het Centre Pompidou en op de website van het Centre Pompidou.

## Postconceptualisme
In 1986 begon hij computers en robotica te gebruiken om postconceptuele schilderijen te maken Ze werden tentoongesteld op Documenta VIII in 1987. 

## Kunst met computervirussen

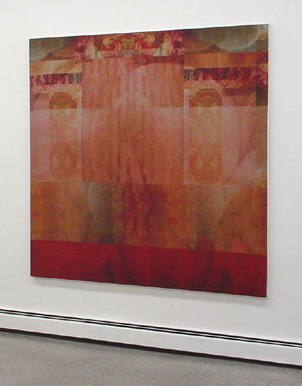
Joseph Nechvatal geboorte Van de virtuele 2001 computer-robot ondersteund acryl op canvas

Van 1991 tot 1993 was hij artist-in-residence bij het Louis Pasteur Atelier in Arbois in Frankrijk en in het computerlokaal van de Saline Royale/Ledoux Foundation. Hier begon hij met zijn zelfgecreëerde computervirussen te werken, waarmee hij beroemd zou worden. Hij ontwierp "The Computer Virus Project", zijn eerste artistieke experiment met computervirussen en computervirusanimatie. 
Het computervirus genereerde een looping-activiteit die als een soort kunstmatige intelligentie werkte. Het pikte informatie op uit zijn omgeving en besliste over een handelwijze en voerde die uit, afhankelijk van de omgevingsomstandigheden waarin het leefde. Het virus startte met de pixel waar waarop het zich bevond en de acht aangrenzende pixels. De instructies hadden onder andere betrekking op richting en verandering in de kleur, ze konden zich reproduceren, maar de duur van het virus was beperkt in tijd op basis van het kleurgebruik. Ze kregen ook informatie over mogelijke aanwezigheid van andere virussen. Het virus werd op een computerafbeelding losgelaten en creëerde op deze wijze een kunstwerk.
1995 verhuisde Nechvatal naar Parijs en pendelde voor zijn activiteiten tussen Parijs en New York.
In 1999 behaalde hij zijn doctoraat in de filosofie. Van 1999 tot 2013 doceerde Nechvatal kunsttheorieën over immersie (virtual reality) en viractualisme aan de School of Visual Arts (SVA) in New York.  
In 2002 breidde hij zijn experimenten uit met viraal artificial life in samenwerking met programmeur Stephane Sikora van Music2eye in een werk met de naam Computer Virus Project II.

## Noise
Nechvatal startte in 2007 met noisemuziek onder de naam "viral symphOny", een geluidssymfonie gemaakt aan de hand van zijn computervirussoftware van het Institute for Electronic Arts van de Alfred University.

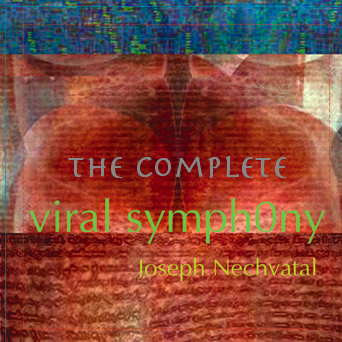
Volledige virale symfonieomslag : kunst door Joseph Nechvatal

Een boek met zijn verzamelde essays "Towards an Immersive Intelligence: Essays on the Work of Art in the Age of Computer Technology and Virtual Reality" over zijn werken tussen1993-2006 werd in 2009 gepubliceerd door Edgewise Press  
In 2011 werd zijn boek Immersion Into Noise gepubliceerd door Open Humanities Press in samenwerking met het Scholarly Publishing Office van de University of Michigan Library. In dit werk beschrijft hij zijn kunsttheoretische ideeën die aan de basis van zijn noise-muziek liggen.
In 2021 bracht Pentiments Music de retrospectieve audiocassette van Nechvatal "Selected Sound Works" met een overzicht van zijn muzikaal werk van 1981 tot 2021 uit. Dit werd in 2022 gevolgd door "The Viral Tempest", een dubbele LP in vinyl met nieuw audiowerk.  Beide werden voorafgegaan door de tentoonstelling "Orlando et la tempête" met een serie AI-virus-gemodelleerde schilderijen bij Galerie Richard in Parijs in oktober 2020. De dubbel LP bevat de genderfluïde muzieksuites "OrlandO et la tempete viral symphOny redux" en "le jugement de dieu viral symphOny plague".

## Viractualisme
Viractualisme is een kunsttheoretisch concept ontwikkeld door Nechvatal in 1999 in het University of Wales College. Zijn concept van het viractual streeft er naar een interface te creëren voor de versmelting van de werkelijkheid en het virtuele.  Het post-conceptuele kunstaspect van het viractualisme houdt in  dat computertechnologie een belangrijk middel is geworden om hedendaagse kunst te maken (en te begrijpen). De basis is het besef dat elke nieuwe technologie een verstoring is van eerdere bewustzijnsfases.

## Galerij
Website van de kunstenaar: https://www.eyewithwings.net/nechvatal/index2.html

## Voetnoten
1. ↑  (en) Joseph Nechvatal. Monoskop. Geraadpleegd op 4 februari 2024.
2. ↑  (en) Søren Brier, Systems, Power, and the Phenomenological Basis of Triadic Semiotics. Cybernetics & Human Knowing
A Journal of Second Order Cybernetics, Autopoiesis & Cybersemiotics (2017). Geraadpleegd op 4 februari 2024.
3. 1 2 3 4 5 6 7 8 9 10  (en) Klemen Breznikar, Joseph Nechvatal | Interview | “The Viral Tempest”. It’s Psychedelic Baby! Magazine (10 november 2023). Geraadpleegd op 5 januari 2024.
4. 1 2  (en) Joseph Nechvatal: Immersion Into Noise. Center for Art and Media Karlsruhe (27 oktober 2012). Geraadpleegd op 4 februari 2024.
5. ↑  (en) Goodeve, Thyrza Nichols, THE MIGRANT AS CONSCIENTIOUS OBJECTOR JOSEPH NECHVATAL with Thyrza Nichols Goodeve. The Brooklyn Rail (9 december 2015). Geraadpleegd op 4 januari 2024.
6. ↑  (en) Colab. Artsy. Geraadpleegd op 13 december 2023.
7. ↑  (en) Joseph Nechvatal, Public Arts International/Free Speech documentation. Hyper-Noise Aesthetics (1 maart 2021). Geraadpleegd op 4 februari 2024.
8. ↑  (en) ABC No Rio. ABC No Rio: The Culture of Opposition Since 1980. Geraadpleegd op 4 februari 2024.
9. ↑  (en) Robert Barry, Tape Hiss: Joseph Nechvatal & The History Of Tellus Audio Cassette Magazine. The Quietus (30 oktober 2021). Geraadpleegd op 4 februari 2024.
10. ↑  (fr) Projection and discussion XS: The Opera Opus An Operatic Transvaluation of No Wave Aesthetics by Joseph Nechvatal and Rhys Chatham 08 Mar 2023. Centre Pompidou (8 maart 2023). Geraadpleegd op 5 februari 2024.
11. 1 2 3  (fr) Joseph Nechvatal :: Viral symphony :: IEA :: 2007. Sonhors. Geraadpleegd op 5 januari 2024.
12. 1 2  (en) Joseph Nechvatal, Joseph Nechvatal  Biographical Background. Website van de kunstenaar. Geraadpleegd op 5 februari 2024.
13. ↑  Nechvatal, J. 1987. Theoretical Statement Concerning Computer Robotic Paintings, Documenta 8 Catalogue, Vol. 3
14. 1 2  (en) Mathias Groebel, Computer virus project 2.0. Geraadpleegd op 4 februari 2024.
15. ↑  (en) Robert Morgan, JOSEPH NECHVATAL nOise anusmOs. ArtSeen. Brooklyn Rail (26 mei 2022). Geraadpleegd op 5 februari 2024.
16. ↑  (en) Joseph Nechvatal, Viractualism. Hyper-Noise Aesthetics (12 december 2019). Geraadpleegd op 5 februari 2024.